# Bad Cat
Bad Cat (turco: Kötü Kedi Şerafettin – Gato Sórdido (título no Brasil), – Gato Mau (título em Portugal)) é um filme de animação turco de 2016, adaptado da série de quadrinhos homônima criada por Bülent Üstün.
O filme foi produzido entre 2011-2015 pelo Anima Istanbul e dirigido por Mehmet Kurtuluş e Ayşe Ünal. Em 2016, Bad Cat foi exibido no festival Anima Mundi, bem como no festival Cinanima. Em Portugal, o filme lançado em 11 de Outubro de 2018 através da Lanterna de Pedra Filmes. Gato Sórdido estreou na televisão brasileira nas afiliadas da Rede Telecine em todo o Brasil.

## Elenco
| Dublagem TUR        | Dobragem             | Dublagem         | Personagem | Personagem | Espécie   |
| Dublagem TUR        | Dobragem             | Dublagem         | TR         | PT         | Espécie   |
| ------------------- | -------------------- | ---------------- | ---------- | ---------- | --------- |
| Uğur Yücel          | Rui Unas             | Guilherme Briggs | Şerafettin | Shero      | (gato)    |
| Demet Evgar         | André Raimundo       | Enzo Dannemann   | Tacettin   | Taco       | (gato)    |
| Demet Evgar         | Daniela Onís         | Aline Ghezz      | Misket     | Miss Cat   | (gato)    |
| Yekta Kopan         | Paulo Espírito Santo | Pedro Azevedo    | Cemil      | Blackie    | (gato)    |
| Güven Kıraç         | Paulo Espírito Santo | Eduardo Borgerth | Rıza       | Rıza       | (rato)    |
| Gökçe Özyol         | Elmano Sancho        | Duda Espinoza    | Rıfkı      | Rıfkı      | (gaivota) |
| Bülent Üstün        |                      | Marco Moreira    | Mertan     | Mertan     | (gaivota) |
| Ozan Kurtuluş       |                      | Sérgio Stern     | Köpek      | Cão 2      | (cão)     |
| Okan Yalabık        |                      | Gutemberg Barros | Adnan      | Cão 1      | (cão)     |
| Okan Yalabık        | Pablo Lage           | Gustavo Nader    | Çizer      | Cartonista | (humano)  |
| Ahmet Mümtaz Taylan | Elmano Sancho        | Reginaldo Primo  | Tonguç     | Tank       | (humano)  |
| Ayşen Gruda         |                      | Carmen Sheila    | Hasene     | Hazel      | (humano)  |
| Cezmi Baskın        | Paulo Lage           | Júlio Chaves     | Şemistan   | Semi       | (humano)  |

## Lista de Faixas
1. Geblo - Athena
2. Ah Oğlum - Müslüm Gürses
3. Zaman Kötü - Batesmotelpro